# 難波奨二
難波 奨二（なんば しょうじ、1959年4月1日 - ）は、日本の労働運動家、政治家。立憲民主党所属の元参議院議員（2期）。元参議院内閣委員長、元立憲民主党参議院国会対策委員長。

## 来歴
岡山県小田郡美星町（現：井原市）生まれ。岡山県立成羽高等学校（現：岡山県立高梁城南高等学校）卒業後、郵政省に入省し、玉島郵便局外務職員。その後、社会党系の組合活動に従事し、岡山地区本部執行委員・同書記長、中央本部委員・同書記長等を歴任する。2007年、郵政民営化に伴い発足した日本郵政グループ労働組合の初代書記長に選出される。2009年6月より日本郵政グループ労働組合特別中央副執行委員長。
2010年、第22回参議院議員通常選挙に民主党公認で比例区から出馬し、党内7位の144,782票を獲得して初当選した。2016年、民進党結党に参加。同年の第24回参議院議員通常選挙に民進党公認で出馬し、党内6位の191,823票を獲得して再選された。同年8月、参議院内閣委員長に選出された。
2017年10月27日、民進党代表の前原誠司が、同月の衆院選で党を分裂させる形で戦う原因をつくったことについて陳謝し、引責辞任を正式に表明。前原の辞任に伴う代表選挙（10月31日実施）では大塚耕平の推薦人に名を連ねた。立候補者は大塚のみだったため、大塚が無投票で民進党代表に選出された。
2018年5月の民進党と希望の党による新党には参加せず、5月7日に民進党を離党、立憲民主党に入党を申請、翌8日の常任幹事会で入党が承認された。
2020年9月15日、旧立憲民主党と旧国民民主党は、2つの無所属グループを加えた形で新「立憲民主党」を結成。難波も新党に参加。同年10月2日、立憲民主党と社会民主党で作る参議院会派の国会対策委員長に就任。
同年11月15日、同党岡山県連初代代表に就任。
2021年2月、翌年7月に予定される参議院議員選挙に出馬せず引退する意向が報じられた。
2021年10月の党代表選挙で代表選挙管理委員会委員長に就任。
2022年3月19日岡山県連代表を退任。

## 政策・主張
- 2013年3月14日、参議院議員会館で開催された「排外・人種侮蔑デモに抗議する国会集会」では、呼びかけ人を務めた[15]。
- 2014年4月21日、元行政刷新担当大臣の蓮舫や社会民主党党首の吉田忠智らの連名で在日アメリカ大使館に提出された、安倍政権が目指す憲法解釈の変更による集団的自衛権の行使容認を支持しないようアメリカ合衆国大統領のバラク・オバマに求める文書に署名した[16]。
- 第9条を含む日本国憲法の改正に反対[17]。
- 日本の環太平洋パートナーシップ協定（TPP）参加に反対[17]。
- 同一労働同一賃金制の導入に賛成[17]。
- 原子力発電所は日本に「必要ない」としている[17]。
- 安全保障関連法は「廃止すべき」としている[17]。
- 日本の核武装について「将来にわたって検討すべきでない」としている[17]。
- 受動喫煙防止を目的に飲食店などの建物内を原則禁煙とする健康増進法改正に反対。2016年の参院選に先駆けて行われた受動喫煙防止についての公開アンケートにおいて、レストランやバーを含む一般市民が出入りする場所は、2020年までに「罰則なしの分煙とするべきである」と回答している[18]。

## 人物
温厚だが、昔は激しい性格だったと話している。
近藤グループの議員だが、右派グループの議員との関係は良好だった。
ツーリング、オートバイマニアで知られ、ホンダ・CB1100に乗っていた。

## 所属団体・議員連盟
- たばこ産業政策議員連盟[19]